# راس مک الوی
راس مک الوی (انگلیسی: Ross McElwee؛ زادهٔ ۲۱ ژوئیهٔ ۱۹۴۷) کارگردان فیلم اهل ایالات متحده آمریکا است.
از فیلم‌ها یا برنامه‌های تلویزیونی که وی در آن نقش داشته‌است می‌توان به راه‌پیمایی شرمان اشاره کرد.